# Устюжин, Валерий Миронович
Валерий Миронович Устюжин (4 апреля 1945, Новокузнецк — 2 сентября 2010, Ровно) — советский тяжелоатлет, чемпион СССР (1974), чемпион Европы (1974), чемпион мира (1974), двукратный рекордсмен мира в толчке. Заслуженный мастер спорта СССР (1974).

## Биография
Родился 4 апреля 1945 года в Новокузнецке. После прохождения службы в армии в войсках Ровенского гарнизона переехал в Ровно. Занимался тяжёлой атлетикой под руководством заслуженного тренера СССР, заслуженного работника культуры Украины Николая Новосадюка и заслуженного тренера Украины, главного тренера сборной команды Украины по тяжёлой атлетике Петра Алаева. Выступал за спортивное общество «Динамо».
14 сентября 1973 года в Харькове на межведомственном первенстве Украинской ССР установил свой первый мировой рекорд в толчке — 224 кг в весовой категории до 110 кг.
Наиболее значимых успехов добивался в 1974 году. В апреле этого года выиграл чемпионат СССР, проходивший в Тбилиси и был включён в сборную СССР. 5 июня 1974 года на чемпионате Европы в Вероне стал чемпионом, установив второй мировой рекорд в толчке — 227,5 кг. Вместе с М. Киржиновым, В. Рыженковым, Д. Ригертом и В. Алексеевым завоевал «золото», приведшее сборную СССР к победе в командном зачёте. В том же году, 28 сентября на чемпионате мира в Маниле также стал чемпионом. Его золотая медаль обеспечила сборной СССР командное первенство.
В течение нескольких лет жил в России, ухаживал за больной матерью. Незадолго до смерти вернулся в Ровно.